# Fostemsavir
Il fostemsavir è un farmaco antivirale che inibisce l'ingresso del virus HIV nella cellula, sviluppato dalla GSK per quei pazienti resistenti ai farmaci antiretrovirali.

## Meccanismo d'azione
Il fostemsavir lega la glicoproteina virale di superficie gp120, coinvolta nel legame tra envelope e membrana cellulare, inibendo quindi l'entrata del virus all'interno della cellula.
Difficilmente il farmaco può indurre resistenze, in quanto gp120 generalmente subisce mutazioni meno frequentemente di altre proteine dell'HIV.

## Indicazioni terapeutiche
Nel luglio 2020 l'FDA ha approvato il fostemsavir per l'utilizzo nei pazienti positivi all'HIV che non possono essere trattati con altri farmaci per via di resistenze specifiche, intolleranza o ragioni di sicurezza.

## Effetti collaterali
Il disturbo più comune causato dall'assunzione del farmaco è la nausea.
Similmente ad altri farmaci impiegati nella terapia HAART, il fostemsavir può causare una sindrome infiammatoria da immunoricostituzione (IRIS). Altri possibili effetti collaterali comprendono la sindrome del QT lungo e l'incremento degli enzimi epatici in pazienti che presentano una coinfezione da virus dell'epatite B o C.